# Monitus testudinatus
Monitus testudinatus là một loài chân đều trong họ Bathytropidae. Loài này được Lewis miêu tả khoa học năm 1998.